# メルダジーンの戦い
メルダジーンの戦い（メルダジーンのたたかい、英: Battle of Marais des Cygnes、またはオーセージの戦い、トレーディングポストの戦い）は、南北戦争の終盤に入った1864年10月25日、プライスのミズーリ襲撃の間にカンザス州リン郡でおきた戦闘である。同じ日に起こった3つの相互に関連する戦闘の中では最初のものとなった。いずれの戦闘も、南軍はスターリング・プライス少将の指揮するミズーリ軍の部隊が、北軍はアルフレッド・プレソントン少将の指揮する北軍暫定騎兵師団の部隊が関わった。
この戦闘の間、北軍プレソントンの騎兵師団では、ジョン・F・フィリップス大佐とフレデリック・ベンティーン大佐の合わせて2個旅団がトレーディングポストでプライス軍の後衛に追いついた。プライス軍は南部の輜重隊と共にメルダジーン川の渡河を援護していた。プレソントンの部隊は南軍の渡河を妨害することも、重大な損失を与えることもできなかったが、幾らかの捕虜を取り、大砲を鹵獲することができ、プライス軍の撤退継続を強いた。このことでその朝遅くのマインクリークの戦いという2つ目の戦闘に繋がり、さらに午後にはマーミトン川の戦いというこの日最後の戦闘になった。この2つの戦闘で北軍が勝利し、プライスのミズーリ襲撃隊の運命が決まることになった。

## 背景
南北戦争の1864年、南軍当局は来るべき大統領選挙に向けて有利な状況を作ろうとしていた。このために、ミズーリ州の支配権を奪うことで、現職エイブラハム・リンカーン大統領に投票しないよう北部の有権者に訴えることに決めた。ミズーリ州が南軍の領土であれば、戦争に勝利するための利点を得られると確信していた。エドマンド・カービー・スミス中将からの指示により、スターリング・プライスはこの作戦を実行するための軍隊を集めた。その後、配置転換のために歩兵部隊を奪われ、襲撃のために騎兵隊を創設することを強いられた。
プライスは、アメリカ連合国のためにミズーリ州を奪うこと、あるいは少なくともリンカーンの大統領再選に負の影響を与えることを求めて、ミズーリ州に遠征部隊を率いて入った。プライスはその通り道で起きた戦闘に勝利して州内を北上したが、10月23日、現在のミズーリ州カンザスシティ近くで起きたウェストポートの戦いで北軍によって進行を止められた。プライス軍は、サミュエル・カーティス少将とアルフレッド・プレソントン少将の指揮する北軍に敗北した。プライス軍は直ぐにその基地とする南のアーカンソー州への撤退を開始した。北軍騎兵師団を指揮していたプレソントンがプライス軍をカンザス州に追い込み、南軍の領土に届く前に捕獲あるいは破壊しようとしていた。このことで10月25日の3つの戦闘が起きて、プライスの騎兵隊を破壊し、カンザスから退去させることになった。その3つの戦闘がこのメルダジーンの戦い、マインクリークの戦い、そしてマーミトン川の戦いだった。

## 戦闘
プライス将軍はウェストポートで敗北した後、500両に昇る荷車を含む大きな輜重隊があることで、むしろ後退の障害になっていた。その荷車には南部にとって本当に必要な軍需品が積まれていた。10月24日、プライスとその騎兵隊はトレーディングポストの近くで、メルダジーン川の傍で宿営を張った。その夜の天候は雨と低温で厳しかった。プレソントンの騎兵隊がプライス軍に接近しており、その地域で宿営していることを知っていた。プレソントンはプライス軍に追いつくために2個旅団を派遣した。第一旅団はジョン・フィリップス大佐の指揮下にミズーリ州民兵隊3個連隊で構成され、総員は1,500名だった。第二旅団はフレデリック・ベンティーン大佐の指揮下に、アイオワとミズーリの連隊と、インディアナ第7連隊の2個中隊で構成されていた。翌25日の霧の多い朝4時ごろ、プレソントンの部隊が大砲を放ち、その後でプライス軍の宿営地を攻撃した。
これに対応してプライスは即座に川を渡ることを命じ、ジェイムズ・ファガン准将が北軍の相手をしている間に、プライスが輜重隊を脱出させた。戦闘の証言に拠れば、南軍はあまりに急に宿営地を放棄したので、攻撃側の北軍騎兵はまだ肉が焼かれている状態の焚き火に出くわすことになった。別の証言では、両軍のライフル銃撃は、霧のためにほとんど無効だったとしていた。南軍は北軍よりも約200フィート (60 m) 高い尾根の陣地を占めていたので、その射撃は幾らか有効だった。この戦闘での損失は不明だが、それほど多くはなかったことが分かっている。北軍はプライス軍が渡河して迅速に逃亡するのを妨害できなかったが、約100名の兵士を捕虜にし、大砲2門を鹵獲した。この戦闘後、北軍はプライス軍の追跡を続けたが、雨と川が膨れ上がっていたために、その動きが遅らされた。

## 戦いの後
メルダジーンの戦いに北軍が勝利した後、南軍の領土まで撤退しようとするプライス軍の後を追い続けた。メルダジーンの戦いの戦場から約6マイル (10 km) 南で、フィリップスとベンティーンとその騎兵旅団が、マイン・クリークを渡ろうと苦闘していたプライス軍の輜重隊に追いついた。その結果起きたマインクリークの戦いは、南北戦争全体で起きた騎兵戦の中で、最大ではないとしても最大級のものとなり、南軍の将軍が2人捕まり、別の将軍1人は戦死し、兵士も数百名が捕虜になることとなった。北軍は南軍が従えていた輜重隊の多くを後に残して行かせることとなった。
マイン・クリークで戦闘が起きた後、プライスとその士官達は川がその退路を塞いでいる場所で、兵士達を鼓舞しようとした。それがマーミトン川であり、ジョン・マクニール准将が指揮する北軍部隊が、プライス他の南軍兵を攻撃した。北軍兵の多くは武装しておらず、マクニールはプライス軍の正確な勢力についても知らなかった。数時間に及んだ小競り合いの後、マクニールは残っている南軍兵を効果的に追撃できないと判断し、攻撃を止めさせた。
これで北軍によるプライス軍追撃が終わり、プライス軍はアーカンソー州へ戻った。南軍のためにミズーリ州を支配するという命令と作戦は終わった。プライスはこの任務の遂行に失敗しただけでなく、兵力の大きな損失に繋がった。この作戦は約1か月続いたが、真に有効な戦果は得られなかった。

## 道に迷った少女
この戦闘に参戦していた北軍兵ウィリアム・フォース・スコットは、兵士が幼い少女に出逢ったことについて『騎兵連隊の話: アイオワ第4ベテラン志願兵連隊の経歴』に書いた。彼らはメルダジーンの戦いで南軍を追い落としたばかりの丘の頂上を越えて移動していた。2人の兵士が前進しようとすると、その近くから泣き声が聞こえた。さらに2回目の泣き声を聞いて、あたりを探し始めた。
彼らはどこからその泣き声が聞こえてくるかを突き止めると、岩に接して横たわる幼い少女を見つけた。その少女はせいぜい6歳にしかなっていなかったと、兵士達は言っていた。最寄りの道路からは遥かに離れており、見渡す範囲に家は無かった。少女は問われるままに、道路まで連れて行ってくれたら、家に戻る道を見つけられると確言した。北軍兵士1人が少女について行って、使われている1軒の家に着いたことを確認した。少女に問題が無いことを確認し、その兵士は戻って来た。
残りの兵士は頂上から降り、その途中で近くに学校の校舎があることに気付いた。その日早くには少女がそこに居たことが想定され、南軍がその輜重隊と共に最寄りの道路を占拠していたので、少女は南軍を避けようとして、途中の丘で道に迷っていたに違いなかった。北軍が攻撃した時、少女はぐっすりと眠っていたことを意味していた。彼女は両軍の騎兵隊の間に置かれていたが、戦闘の間も傷つくことは無かった。